# Zhou Ning
Zhou Ning (chinesisch 周宁; * 2. April 1974 in Peking) ist ein ehemaliger chinesischer Fußballspieler.

## Sportlicher Werdegang
Zhou Ning spielte ab Gründung der Jia-A als höchster chinesischer Spielklasse 1994 dort für Beijing Guoan. In der Spielzeit 1995 wurde er mit dem Klub Vizemeister, parallel avancierte der Mittelfeldspieler zum chinesischen Nationalspieler und debütierte im Februar des Jahres bei einer 1:2-Niederlage gegen Japan im Auswahltrikot. 
Anfang 1999 wechselte Zhou Ning nach Deutschland und schloss sich dem Regionalligisten SV Waldhof Mannheim an, der sich im Aufstiegsrennen befand. In der Rückrunde der Spielzeit 1998/99 etablierte er sich unter Trainer Uwe Rapolder auf Anhieb in der Offensive und stand als Stammspieler in 15 von 16 möglichen Ligaspielen in der Startelf. Mit drei Toren trug er zur mit dem Aufstieg verbundenen Meisterschaft bei. In der 2. Bundesliga war er ebenso über weite Strecken Stammkraft, mit 30 Saisoneinsätzen und einem Tor beim 2:1-Erfolg über Energie Cottbus trug er zum Klassenerhalt auf dem elften Tabellenplatz am Ende der Spielzeit 1999/2000 bei.
Im Sommer 2000 kehrte Zhou Ning zu Beijing Guoan zurück. In der Spielzeit 2004 lief er für den nach einem Sponsoring zeitweise als Beijing Hyundai antretenden Klub noch in der neu geschaffenen Chinese Super League auf, ehe er seine Karriere beendete.